# Pascual Pérez (boxe anglaise)
Pour les articles homonymes, voir Pérez et Pascual Pérez.
Pascual Pérez est un boxeur argentin né le 4 mai 1926 à Tupungato et mort le 22 janvier 1977.

## Carrière
Champion olympique des poids mouches à Londres en 1948, il devient champion du monde professionnel de la catégorie le 26 novembre 1954 en battant aux points à Tokyo le japonais Yoshio Shirai. Pérez remporte le combat revanche et conserve sa ceinture jusqu'au 16 avril 1960, date à laquelle il est battu par le thaïlandais Pone Kingpetch.

## Référence
1. ↑  (en) Résultats des Jeux olympiques 1948 (amateur-boxing.strefa.pl)

## Distinction
- Pascual Pérez est membre de l'International Boxing Hall of Fame depuis 1995.

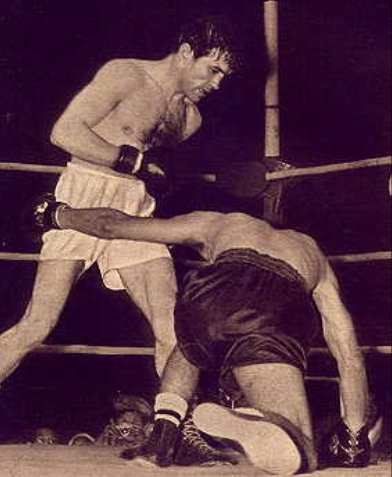
Pérez le 26 novembre 1954 lors de sa victoire face à Yoshio Shirai.